# Prinzessin Trulala
Prinzessin Trulala ist ein deutsches Stummfilmlustspiel aus dem Jahre 1926 mit Lilian Harvey in der Titelrolle, die mit diesem Film ihren endgültigen Durchbruch zum Leinwandstar erlangte. Unter der Produktion von Harvey-Entdecker und -Förderer Richard Eichberg und unter der Spielleitung von Eichberg-Hausregisseur Erich Schönfelder übernahmen Dina Gralla und Harry Halm weitere Hauptrollen. Die Geschichte hatte den Bühnenschwank Auf Befehl des Fürsten von Robert Overweg zur Grundlage.

## Handlung
Der junge Wildfang Prinzessin Trulala soll endlich heiraten! Ihr Auserwählter ist der jugendlich wirkende Prinz Arnulf, dessen gleichnamiger Vater, der alte Fürst von Leinefeld, über ein kleines Reich herrscht. Ehe sich Prinzessin Trulala zur Eheschließung breitschlagen lässt, will sie jedoch ihren Gatten in spe erst einmal inkognito kennen lernen und auf den Zahn fühlen. Deshalb begibt sie sich mit Prinzessin Hopsassa, ihrer Schwester, in der Verkleidung einer Kellnerin auf den Weg in die Residenz des jungen Prinzen. Der aber hat exakt dieselbe Idee und will bei der avisierten Ankunft seiner Braut diese erst einmal unter falscher Identität näher kennen lernen. Und so schlüpft Arnulf kurzerhand in die Kostümierung eines jungen Forstgehilfen. Dadurch kommt es natürlich, wie für ein Verwechslungslustspiel jener Zeit üblich, zu allerlei mehr oder weniger lustigen Missverständnissen.
Da die beiden Kellnerinnen durchaus recht ansehnlich sind, beginnen nun auch die Dorfburschen in Prinz Arnulfs Reich Interesse an Trulala und Hopsassa zu entwickeln, was wiederum reichlich Unmut bei den Dorfschönheiten des Landes erregt. Als sich Prinzessin Trulala und ihr Prinz Arnulf näher kennen lernen, finden sie doch rasch Gefallen aneinander und wollen dem ganzen Tohuwabohu entfliehen, in dem sie nach München ausreißen. Prompt reist der alte Fürst nach, da er glaubt, dass er Arnulf junior von dieser unstandesgemäßen „Frauensperson“, dieser Kellnerin, befreien zu müssen. Doch schließlich löst sich alles in Wohlgefallen auf, und Fürst Arnulf gibt seinen Segen zu seines Sohnes Vermählung mit jener falschen „Kellnerin“, Prinzessin Trulala. Und ganz en passant findet der Alte auch noch Gefallen an Trulalas Schwester Hopsassa, die er schließlich heimführt.

## Produktionsnotizen
Die beiden Eichberg-Produktionen Prinzessin Trulala und Der Prinz und die Tänzerin entstandenen kurz hintereinander in den Monaten Januar bis März in den Berliner Jofa-Ateliers. Die Premiere von Prinzessin Trulala fand am 14. April 1926 in Berlins Alhambra-Kino statt. Der Film besaß eine Länge von 2076 Metern, verteilt auf sechs Akte. Der Film war für die Jugend freigegeben.
Produzent Eichberg übernahm auch die künstlerische Oberleitung. Kurt Richter gestaltete die Filmbauten.

## Kritiken
Heinrich Fraenkels Unsterblicher Film befand: „Es galt für Richard Eichberg als ausgemacht, daß das Kinopublikum nichts lieber sieht, als abenteuerdurstige Prinzessinnen, die kurzberockt auf Kavaliersknien sitzen, Champagner trinken und neckischen Wirbel verursachen. Wie sehr er mit seiner Theorie recht hatte, bewies der Erfolg des Films  „Prinzessin Trulala“ (1926)“. Das große Personenlexikon des Films subsumierte den Streifen kurz unter „drollige Lustspiele“, die Erich Schönfelder zu jener Zeit mehrfach für Eichbergs Produktionsfirma inszenierte.